# کوپویله (واشینگتن)
کوپویله (به انگلیسی: Coupeville) یک منطقهٔ مسکونی در ایالات متحده آمریکا است که در شهرستان آیلند، واشینگتن واقع شده‌است. کوپویله ۵٫۰۴ کیلومتر مربع مساحت و ۱٬۸۳۱ نفر جمعیت دارد و ۲۳ متر بالاتر از سطح دریا واقع شده‌است.